# Tom Hitchcock
Thomas Joseph Hitchcock (* 1. Oktober 1992 in Hemel Hempstead) ist ein englischer Fußballspieler. Er wird auf der Position des Stürmers eingesetzt.

## Karriere
Hitchcock trat bereits im Alter von zwölf Jahren in die Jugendakademie des Premier-League-Vertreters Blackburn Rovers ein. Sein persönlicher Bezug zu den Rovers entstand durch seinen Vater Kevin Hitcock, der nach seiner aktiven Torhüterkarriere, die er unter anderem beim FC Chelsea verbrachte, als Torwarttrainer in Blackburn tätig war. In der Saison 2009/10 wurde er erstmals in der Reservemannschaft eingesetzt und erzielte dort in vier Einsätzen sein erstes Tor.
Nachdem er sich in der zweiten Mannschaft der Blackburn Rovers einen Stammplatz erspielen konnte, wurde im Sommer 2011 der Viertligist Plymouth Argyle auf ihn aufmerksam und gewährte ihm die Teilnahme an der Saisonvorbereitung. In einem Testspiel gegen Bristol City kam er zum Einsatz und erzielte direkt ein Tor. Daraufhin einigte man sich mit den Rovers auf ein auf drei Monate befristetes Leihgeschäft. Sein Debüt im Profifußball gab Hitchcock am 6. August 2011 beim 1:1 gegen Shrewsbury Town.
Insgesamt kam er in seiner Zeit in Plymouth auf zehn Einsätze, in denen er jedoch kein Tor erzielte. Infolgedessen wurde sein Ende Oktober 2011 auslaufender Leihvertrag nicht verlängert, sodass er zu den Blackburn Rovers zurückkehrte. Derzeit steht er jedoch weiterhin nicht im Kader der ersten Mannschaft.